# Априн, Андрей Николаевич
Андре́й Никола́евич А́прин (род. 10 марта 1965 года, Кирово-Чепецк, Кировская область, РСФСР, СССР) — советский и российский хоккеист, выступавший за клубы главных хоккейных лиг СССР и России.

## Биография
Родился 10 марта 1965 года в Кирово-Чепецке. Воспитанник ДЮСШ местного хоккейного клуба «Олимпия» (первый тренер Ю. В. Ложкин), в котором и начал свою игровую карьеру в 16 лет, и где выступал до сезона 1990/1991. В чемпионате СНГ (начинавшемся как ставший последним чемпионат СССР) играл за свердловский «Автомобилист», после чего до 1996 года вернулся в «Олимпию».
В первом сезоне чемпионата России (1996/1997) был приглашён в выступавший в РХЛ пензенский «Дизелист», затем два сезона играл за польские клубы Санок и Торунь. Последние три сезона игровой карьеры выступал за клубы российской высшей лиги — заволжский «Мотор», ижевскую «Ижсталь» и кирово-чепецкую «Олимпию».
Позже — игрок в кирово-чепецкой команды любительской хоккейной лиги «Дикие пчёлы».